# Voacanga megacarpa
Voacanga megacarpa là một loài thực vật có hoa trong họ La bố ma. Loài này được Merr. miêu tả khoa học đầu tiên năm 1912.